# Muzeum Vysočiny Havlíčkův Brod
Muzeum Vysočiny Havlíčkův Brod je muzeum v městě Havlíčkův Brod, zřizované je krajem Vysočina. Muzejní společnost předcházející vznik muzea byla založena v roce 1874, v roce 1898 bylo zřízeno samotné okresní muzeum. Sídlí v Havlíčkově domě, kdy další expozice jsou v klášterním kostele sv. Rodiny a Štáflově baště. Dne 1. ledna 2025 došlo ke spojení Muzea Vysočiny Havlíčkův Brod a Galerie výtvarného umění v Havlíčkově Brodě do jedné organizace s novým názvem Galerie a muzeum Vysočiny Havlíčkův Brod.

## Historie muzea
Muzejní spolek byl založen 8. června 1874, kdy učitelé obecné školy z Havlíčkova Brodu se usnesli, že bude vhodné založit muzejní společnost. Musejní sbírka byla umístěna v budově školy a měla devět skupin. Posléze činnost skomírala a to i přesto, že v Havlíčkově Brodě byla v roce 1894 uspořádána národopisná výstava. Po roce 1895 byly sloučeny sbírky města a místního národopisného výboru. V roce 1898 došlo ke zřízení muzea místním zastupitelstvem.
V roce 1905 byl vydán první zpravodaj pod názvem Městské museum v Německém Brodě. Byly shromažďovány památky na Karla Havlíčka Borovského a posléze i prováděny soupisy historických a uměleckých regionálních památek. Během 1. světové války docházelo k dokumentaci aktuálních událostí, bylo otevřeno archivní oddělení a také byla vedena záchrana hradu Lipnice nad Sázavou. Po roce 1920 bylo muzeum přestěhováno do Havlíčkova domu, kdy tento ještě nebyl otevřen veřejnosti.
Po první světové válce se z odděleni sledujícího místní válečné události stalo legionářské oddělení, ostatní oddělení sbíraly a shromažďovaly další památky vázané na osobu Karla Havlíčka Borovského a teoretické stavební úpravy Havlíčkova domu. Tyto snahy vyvrcholily v roce 1935, kdy se konaly oslavy 200 let od otevření místního gymnázia a jejich součástí byla výstava o K. H. Borovském v prostorách gymnázia a také byl při této příležitosti znovuotevřen rekonstruovaný Havlíčkův dům.
V polovině 30. let došlo k zaměření muzea na regionální výtvarníky, kdy muzeum začalo postupně nakupovat díla regionálních autorů (Otakar Štáfl, František Antonín Jelínek, Antonín Waldhauser a další), kdy tak byl založen základ výtvarných sbírek místního muzea. Současně s tím se vedení muzea snažilo zajistit pro muzeum prostory místní radnice, protože do Havlíčkova domu se nevešly všechny sbírky. Po vstupu německých okupantů do města byly památky ze sbírek muzea ukrývány po bytech pracovníků. Muzeum bylo v lednu 1944 uzavřeno.
Po roce 1945 bylo muzeum znovuotevřeno a byly zadány projekty pro stavební úpravy radnice pro muzeujní účely a pokračovalo shromažďování sbírek o K. H. Borovském a rozšiřovaly se sbírky regionálních výtvarníků. V roce 1949 došlo k otevření první výstavy právě těchto regionálních výtvarníků. O rok později bylo muzeum začleněno do Krajského muzea v Jihlavě a bylo tak řízeno Krajským národním výborem a byla vystěhována trafika z přízemí muzea a došlo tak rozšíření prostor muzea v Havlíčkově domě. V roce 1953 proběhly přípravy výhledového plánu jednotlivé sítě muzeí, kdy muzeum v Havlíčkově Brodě mělo být přesunuto do Polné, to nakonec neproběhlo, ale přesto byly prostory muzea převedeny na n. p. Humpolecké pekárny a n. p. Turista. Muzeum bylo přesunuto do prostor staré radnice.
V roce 1955, k příležitosti 100 let od úmrtí K. H. Borovského, se konala v Praze výstava k životu K. H. Borovského. Tato se posléze stala stálo expozicí muzea v Havlíčkově Brodě a byla umístěna v Hanusovském domě. V dalších letech pracovníci muzea získali další sbírkové předměty (část inventáře Želivského kláštera a pozůstalost A. Imlaufa). Muzeum se také začalo podílet na asanaci zámku v Lipnici nad Sázavou a spolupořádalo festival Haškova Lipnice, v roce 1958 byl také jako další objekt muzea otevřen Haškův rodný dům a to jako památník písemnictví. Festival Haškova Lipnice byl muzeem pořádán do roku 1965.
V šedesátých letech mělo dojít k změnám v programu muzea, ale nakonec došlo pouze k přejmenování na Okresní muzeum. Muzeum se v roce 1967 stalo součástí Okresního vlastivědného střediska. Před tímto se však již v roce 1965 odtrhlo výtvarné oddělení a položilo základ pro budoucí okresní galerii, ta byla umístěna do Malinova domu. Později také docházelo ke stěhováním sbírkových předmětů a byla v leškovickém památníku vytvořena nová stálá expozice Za svobodu lidstva.
V roce 1970 byl zrekonstruován Havlíčkův dům a o rok později došlo k otevření nové stálé expozice o K. H. Borovském. Ke konci roku 1973 byla ukončena činnost Okresního vlastivědného střediska a 1. ledna 1974 bylo otevřeno Okresní muzeum a galerie. Jako další expozice byla připravena Dějiny české hudby a to v nově opraveném malečském zámku. v roce 1978 byla dokončena rekonstrukce Hanusovského domu a v něm byla otevřena stálá Expozice dějin dělnického a komunistického hnutí na Havlíčskobrodsku.
V roce 1984 opět bylo Okresní muzeum a galerie integrováno do Okresního vlastivědného střediska a o dva roky později se součástí střediska stalo Městské muzeum v Ledči nad Sázavou, kde v roce 1989 byla vybudována nová stálá expozice a byly rekonstruovány i další muzejní zařízení. V roce 1988 opět započala rekonstrukce Havlíčkova domu a v roce 1989 byla již na jaře zrušena Expozice dějin dělnického a komunistického hnutí na Havlíčkobrodsku, později byl z objektů muzea vyřazen i leškovický památník.
Po sametové revoluci v roce 1989 se jednotlivá oddělení Okresního vlastivědného střediska osamostatnila a muzeum v Havlíčkově Brodě bylo přejmenováno na Okresní vlastivědné muzeum, galerie přešla pod správu Ministerstva kultury a byla přejmenována na Galerii výtvarné kultury. Muzeum v rámci restitucí přišlo o velké množství sbírkových předmětů (inventář zámku Maleč, obrazy). Muzeum také muselo přenechat objekty do správy obcí, přišlo tak o památník Jaroslava Haška, muzeum v Ledči nad Sázavou a památník v Havlíčkové Borové. Muzeum také přišlo o Hanusovský dům a Štáflovu baštu. Depozitář muzea pak byl od roku 1997 umístěn do budovy archivu.
K 1. lednu 2003 se Okresní vlastivědné muzeum Havlíčkův Brod stalo majetkem Kraje Vysočina a 31. března téhož roku byla ustanovena příspěvková organizace Muzeum Vysočiny Havlíčkův Brod. Muzeum sídlí v Havlíčkově domě, který patří městu Havlíčkův brod, sbírky byly zapůjčeny na hrady v Lipnici nad Sázavou a Ledči nad Sázavou.
V roce 2016 byl v muzeu vystaven poklad nalezený nedaleko Humpolce, jeho součástí je 341 zlatých a stříbrných mincí, kdy jejich majitelem měl být nejspíš bohatý soukeník z Humpolce. V pokladu jsou mince z mnohých států.
Do poloviny roku 2018 vedl muzeum Jiří Jedlička., v srpnu roku 2018 pozici převzal Michal Kamp  a od roku 2022 pak Eva Fikarová. Od roku 2023 je ředitelkou muzea Alena Jindrová.  
Dne 1. ledna 2025 došlo ke spojení Muzea Vysočiny Havlíčkův Brod a Galerie výtvarného umění v Havlíčkově Brodě do jedné organizace s novým názvem Galerie a muzeum Vysočiny Havlíčkův Brod.

## Expozice
- Stálá expozice věnovaná Karlu Havlíčku Borovskému[8]

### Další činnost
- výstavy v Mázhausu Havlíčkova domu, Malém výstavním sále, Přednáškovém sále, sklepě a externích prostorách
- přednášková činnost
- kulturně výchovní činnost (Noc v muzeu, Dny evropského dědictví)[2]